# David Jansen (Regisseur)
David Jansen (* 7. Januar 1981 in Wipperfürth) ist ein in Köln lebender Filmregisseur, Animator, Illustrator und Drehbuchautor.

## Leben
Jansen absolvierte zunächst eine Berufsausbildung als Verfahrensmechaniker für Kunststoff- und Kautschuktechnik.
Er hat von 2006 bis 2013 an der Kunsthochschule für Medien Köln Animation studiert und sein Studium erfolgreich abgeschlossen. Sein Debütfilm Däwit hatte seine Uraufführung auf der 65. Berlinale 2015 und wurde auf über 200 Festivals weltweit gezeigt. Sein aktueller Animationsfilm Blau wurde auf der 68. Berlinale 2018 uraufgeführt.

## Filmografie
- Blau (2017), Animationsfilm 15 min
- Däwit (2015), Animationsfilm 15 min[1]
- Das Tier das lügen kann (2012) Animationsfilm 13 min
- 9,6 % (2011) Foundfootagefilm
- Duck, The (2010) Animationsfilm 1 min
- I don’t care (2010) Animationsfilm 5 min
- Beelzebubs Tagtraum (2009) Animationsfilm 10 min
- Äthergeschichten (2008) Animationsfilm 2 min
- The living desert (2008) Animationsfilm 2 min
- Arbeit ist Scheisse (2007) Animationsfilm 5 min
- Perpetuum (2006) Animationsfilm 2 min

## Auszeichnungen
- 2018: Best Animated Film, SiciliAmbiente Documentary Film Festival
- 2017: Best Animation Award, Filmsshort
- 2017: Prädikat „besonders wertvoll“, Deutsche Film- und Medienbewertung Wiesbaden (FBW)
- 2016: Best Animation, Eindhoven Filmfestival
- 2016: Platinum Reel Award, Nevada International Film Festival
- 2016: Best Animation, Arizona International Film Festival
- 2015: Best Animation, The Palace Film Festival
- 2015: Lobende Erwähnung, Ojai Film Festival
- 2015: Spezielle Erwähnung, Arlington International Film Festival
- 2015: Best Animated Film Feature, Buffalo Dreams Fantastic Film Festival
- 2015: Best Animated Film, Weyauwega International Film Festival
- 2015: Publikumspreis, 53. Young Collection, Filmbüro Bremen
- 2015: Kritikerpreis, 53. Young Collection, Filmbüro Bremen
- 2015: Non-Genre Award, KIFF Kyoto Int. Art & Film Festival
- 2015: Lobende Erwähnung, VIEW Fest
- 2015: ARTE Kurzfilmpreis
- 2015: Goldener Reiter Animation, Filmfest Dresden
- 2015: Best Animation, River Film Festival
- 2015: Grand Prize - Best Animation, New Jersey Film Festival
- 2015: Best Animation, MIFF Marbella International Film Festival
- 2015: Award for best 2D animation technique, Banjaluka - International Animated Film Festival
- 2013: Lobende Erwähnung, Internationale Kurzfilmtage Oberhausen